# Indianapolis 500 1940

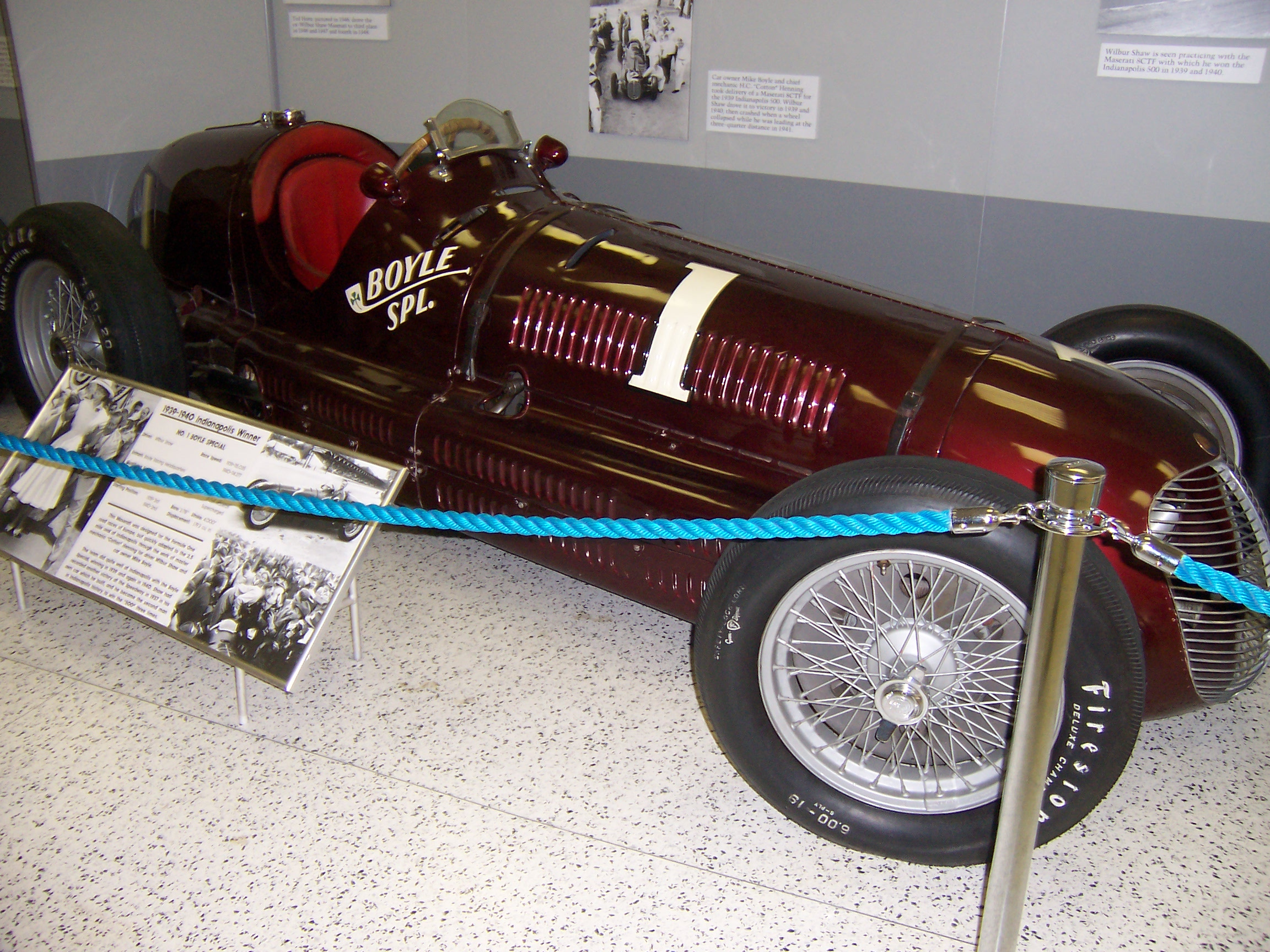
Maserati 8CTF, Siegerwagen von Wilbur Shaw

Das 28. Indianapolis 500 (offiziell 28th 500 Mile International Sweepstakes Race) auf dem Indianapolis Motor Speedway fand am 30. Mai 1940 statt.

## Das Rennen
Das Rennen ging über eine Distanz von 200 Runden à 4,023 km, was einer Gesamtdistanz von 804,672 km entspricht. Aus der Pole-Position startete Rex Mays mit einer Vierrunden-Durchschnittszeit von 4:51.58 Min. oder 127,85 mph (205,75 km/h). Das Rennen war der erste Lauf zur AAA-Saison 1940.

## Ergebnisse

### Startaufstellung
| Reihe | Innen                      | Mitte           | Außen             |
| ----- | -------------------------- | --------------- | ----------------- |
| 1     | Rex Mays                   | Wilbur Shaw     | Mauri Rose        |
| 2     | Ted Horn                   | Mel Hansen      | Cliff Bergere     |
| 3     | Frank Wearne               | Frank Brisko    | Tommy Hinnershitz |
| 4     | Joel Thorne                | Russ Snowberger | Babe Stapp        |
| 5     | Kelly Petillo              | Sam Hanks       | Harry McQuinn     |
| 6     | George Barringer           | George Connor   | Louis Tomei       |
| 7     | Doc Williams               | Bob Swanson     | Ralph Hepburn     |
| 8     | Emil Andres                | George Robson   | Raúl Riganti      |
| 9     | Duke Nalon                 | Joie Chitwood   | Chet Miller       |
| 10    | Al Putnam                  | Paul Russo      | Al Miller         |
| 11    | René Le Bègue René Dreyfus | Billy Devore    | Floyd Davis       |

### Schlussklassement
| Pos. | Nr. | Name                                                                                | Chassis              | Motor        | Zeit/Rückstand              | Qualifikation ø 4 Rd. mph | Start |
| ---- | --- | ----------------------------------------------------------------------------------- | -------------------- | ------------ | --------------------------- | ------------------------- | ----- |
| 1    | 1   | Wilbur Shaw (W)                                                                     | Maserati 8CTF        | Maserati     | 4:22:31.17 Std. 114,277 mph | 127,065                   | 2     |
| 2    | 33  | Rex Mays                                                                            | Stevens              | Winfield     | 200 Rd.                     | 127,850                   | 1     |
| 3    | 7   | Mauri Rose                                                                          | Wetteroth            | Offenhauser  | 200                         | 125,624                   | 3     |
| 4    | 3   | Ted Horn                                                                            | Miller               | Miller       | 199                         | 125,545                   | 4     |
| 5    | 8   | Joel Thorne                                                                         | Adams                | Sparks       | 197                         | 122,434                   | 10    |
| 6    | 32  | Bob Swanson                                                                         | Stevens              | Sampson      | 196                         | 124,882                   | 20    |
| 7    | 9   | Frank Wearne                                                                        | Stevens              | Offenhauser  | 195                         | 123,216                   | 7     |
| 8    | 31  | Mel Hansen                                                                          | Wetteroth            | Miller       | 194                         | 124,753                   | 5     |
| 9    | 16  | Frank Brisko                                                                        | Stevens              | Brisko       | 193                         | 122,716                   | 8     |
| 10   | 49  | René Le Bègue (R) Rd. 1–50 und 101–150 René Dreyfus Rd. 51–100 und 151–192          | Maserati 8CTF        | Maserati     | 192                         | 118,981                   | 31    |
| 11   | 41  | Harry McQuinn                                                                       | Weil                 | Alfa Romeo   | 192                         | 122,486                   | 15    |
| 12   | 25  | Emil Andres                                                                         | Stevens              | Offenhauser  | 192                         | 122,963                   | 22    |
| 13   | 28  | Sam Hanks (R)                                                                       | Weil                 | Duray        | 192                         | 123,064                   | 14    |
| 14   | 6   | George Barringer                                                                    | Weil                 | Offenhauser  | 191                         | 121,889                   | 16    |
| 15   | 42  | Joie Chitwood (R)                                                                   | Adams                | Offenhauser  | 190                         | 121,757                   | 26    |
| 16   | 26  | Louis Tomei                                                                         | Miller               | Offenhauser  | 190 (Auspuff)               | 119,980                   | 18    |
| 17   | 34  | Chet Miller Rd. 1–147 Henry Banks Rd. 148–189                                       | Alfa Romeo 308       | Alfa Romeo   | 189                         | 121,392                   | 27    |
| 18   | 14  | Billy Devore George Connor Rd. 107–181                                              | Shaw                 | Offenhauser  | 181                         | 122,197                   | 32    |
| 19   | 44  | Al Putnam                                                                           | Adams                | Offenhauser  | 179                         | 120,818                   | 28    |
| 20   | 61  | Floyd Davis Rd. 1–26 Lou Webb Rd. 27–57 George Connor Rd. 58–59 Lou Webb Rd. 60–157 | Lencki               | Lencki       | 157                         | 120,797                   | 33    |
| 21   | 35  | Kelly Petillo (W)                                                                   | Wetteroth            | Offenhauser  | 128 (Lager)                 | 125,331                   | 13    |
| 22   | 21  | Duke Nalon                                                                          | Silnes               | Offenhauser  | 120 (Lenkung)               | 121,790                   | 25    |
| 23   | 17  | George Robson (R)                                                                   | Miller               | Offenhauser  | 67 (Stoßdämpfer)            | 122,562                   | 23    |
| 24   | 24  | Babe Stapp Tony Willman Doc Williams                                                | Stevens              | Offenhauser  | 64 (Ölleck)                 | 123,367                   | 12    |
| 25   | 36  | Doc Williams                                                                        | Cooper               | Miller       | 61 (Ölleck)                 | 122,963                   | 19    |
| 26   | 10  | George Connor                                                                       | Lencki               | Lencki       | 52 (Lenkung)                | 124,585                   | 17    |
| 27   | 5   | Cliff Bergere                                                                       | Wetteroth            | Offenhauser  | 51 (Ölleck)                 | 123,673                   | 6     |
| 28   | 38  | Paul Russo (R)                                                                      | Blume                | Brisko       | 48 (Ölleck)                 | 120,809                   | 29    |
| 29   | 54  | Ralph Hepburn                                                                       | Miller               | Offenhauser  | 47 (Lenkung)                | 123,860                   | 21    |
| 30   | 58  | Al Miller                                                                           | Alfa Romeo Tipo B P3 | Alfa Romeo   | 41 (Kupplung)               | 120,288                   | 30    |
| 31   | 19  | Russ Snowberger                                                                     | Snowberger           | Harry Miller | 38 (Wasserpumpe)            | 121,564                   | 11    |
| 32   | 27  | Tommy Hinnershitz (R)                                                               | Adams                | Offenhauser  | 32 (Unfall)                 | 122,614                   | 9     |
| 33   | 29  | Raúl Riganti                                                                        | Maserati 8CL         | Maserati     | 24 (Unfall)                 | 121,827                   | 24    |

(W)=früherer Gewinner / (R)=Rookie / alle Starter auf Firestone-Reifen

### Führungsrunden
| Fahrer      | Anzahl |
| ----------- | ------ |
| Wilbur Shaw | 136    |
| Rex Mays    | 59     |
| Mauri Rose  | 5      |